# Helicops pastazae
Helicops pastazae là một loài rắn trong họ Rắn nước. Loài này được Shreve mô tả khoa học đầu tiên năm 1934.